# Hebe cupressoides
Hebe cupressoides é uma espécie de planta do gênero Hebe.